# Duns Tew
Duns Tew – wieś w Anglii, w hrabstwie Oxfordshire, w dystrykcie Cherwell. Leży 24 km na północ od Oksfordu i 97 km na północny zachód od Londynu. W 2001 miejscowość liczyła 513 mieszkańców.